# مزرعه فرج فلامرزی
مزرعه فرج فلامرزی یک منطقهٔ مسکونی در ایران است که در دهستان پرزیتون واقع شده‌است.